# Authou
Authou là một xã thuộc tỉnh Eure trong vùng Normandie miền bắc nước Pháp.